# Woodsia subcordata
Woodsia subcordata là một loài dương xỉ trong họ Woodsiaceae. Loài này được Turcz. mô tả khoa học đầu tiên năm 1832.